# Dolceacqua
Dolceacqua (en ligure : Dôsaiga ; en ligure occidental : Dussaiga) est une commune de la province d'Imperia dans la région Ligurie en Italie.

## Géographie
Dolceacqua est au centre du vignoble Rossese di Dolceacqua.
Dolceacqua est un bourg médiéval de la vallée de la Nervia, étalé le long du torrent homonyme. La partie la plus ancienne, dominée par le château des Doria, est appelée Terra et se trouve au pied du Mont Rebuffao.  La partie la plus moderne, le Borgo, s'allonge sur la rive opposée, sur les deux côtés de la route qui remonte la vallée. La commune a la particularité d’être frontalière avec la France dans sa zone montagneuse sur une petite bande d’environ 250 mètres.

## Histoire
Le nom Dolceacqua dérive presque certainement de la présence d'une ferme d'époque romaine appartenant à tel Dulcius, transformée ensuite en Dulciàca, Dusaiga (le nom dialectal actuel) et Dulcisaqua. Une autre interprétation attribue l'origine du village ligure, qui l'auraient appelé Dus-agana, modifié ensuite en Dulsàga et enfin en Dolceacqua. Les traces les plus anciennes de peuplement de la zone sont représentées par les castellars de l'âge du Fer, des fortifications rudimentaires en pierres sèches ayant la forme d'anneaux muraux concentriques, qui occupaient les hauteurs de Cima d'Aurin, Cima Tramontina, du Mont Abellio le long de la ligne de partage des eaux entre la Vallée de la Nervia et la Vallée de la Roya, et du Mont Morgi et de la Tour de l'Alpicella sur le versant opposé. Les traces archéologiques trouvées confirment que ces points de défense du territoire furent occupés par les Intemeli (en) du Ve siècle av. J.-C. au IVe siècle apr. J.-C., en plein âge romain en protection des villages, pâturages et champs. Le premier document qui cite Dolceacqua remonte à 1151, en effet ce fut justement au XIIe siècle que les comtes de Vintimille firent construire la première partie du château sur le sommet des rochers qui dominent stratégiquement le premier étranglement et la bifurcation de la vallée vers Rocchetta Nervina d'un côté et la moyenne et haute Vallée de la Roya de l'autre côté, en contrôlant leurs accès.  Le château fut acheté en 1270 par le capitaine du peuple génois Oberto Doria, le vainqueur des Pisans dans la bataille de la Meloria, et au cours des années suivantes il fut agrandi par ses successeurs. Au pied du château se développa le village de la Terra, qui suit les courbes de niveau en des ronds concentriques autour du rocher, reliés entre eux par de raides montées. L'eau de la Nervia fut utilisée pour alimenter les fontaines et pour arroser les jardins potagers du village.
Au sein du Saint-Empire romain germanique, c’est un fief impérial mineur, siège du marquisat de Dolceacqua. Dolceacqua est acquise en 1524 par Charles III de Savoie et fait partie du comté de Nice au sein des États de Savoie puis du royaume de Sardaigne. Elle est sous occupation française de 1792 à 1814. Lors de la partition de la province de Nice en 1860, la cité est intégrée dans la province de Porto Maurizio, du nouvel état italien.
Le 3 novembre 2023, Dolceacqua est officiellement jumelée avec la principauté de Monaco.

## Monuments et patrimoine
- Sant'Antonio Abate - église paroissiale baroque avec un clocher datant du XVIIe siècle. On peut admirer, à l'intérieur, le beau polyptyque de Sainte Dévote, œuvre de Ludovico Brea.
- Oratoire de San Sebastiano - abrite une statue très précieuse en bois de figuier de Saint Sébastien de l'artiste génois Anton Maria Maragliano (1664-1739).
- Chapelle de San Bernardo - au milieu des oliviers, possède un important ensemble de fresques du XVe siècle,  attribués à Domenico Emanuele Maccari de Pigna.
- Le château des Doria - subit plusieurs transformations. L'implantation féodale primitive, défendue au XIIe siècle par la tour circulaire, fut agrandie et insérée au XIVe siècle dans une enceinte murale plus ample. En plein âge Renaissance le castrum devint une grandiose résidence fortifiée des Seigneurs avec de nouvelles chambres richement meublées et décorées de fresques tout autour de la cour centrale, complétée par d'imposants appareils de défense. Le château, qui avait résisté à de nombreux sièges, ne put toutefois s'opposer aux artilleries lourdes franco-espagnoles, lesquelles le détruisirent partiellement le 27 juillet 1744 pendant un épisode de la guerre de succession d'Autriche. Les marquis Doria se déplacèrent dans le Palais du XVIe siècle près de l'église principale et en 1887 un fort tremblement de terre finit d'outrager le château. Celui-ci, actuellement propriété de la commune de Dolceacqua, est utilisé pour les manifestations d'été, mais attend d'être restauré et destiné à des fonctions culturelles.

Quand le quartier de la Terra occupa tout l'espace disponible, son expansion continua à grandir en hauteur, moyennant la surélévation des maisons, qui arrivèrent même à six étages; maintenant il garde entièrement son atmosphère médiévale et présente des coins d'une grande tranquillité, où le temps semble s'être arrêté. L'histoire de Dolceacqua s'identifie avec l'histoire de son château et de la Seigneurie des Doria, qui vante parmi ses nombreux personnages Caracosa, mère de l'amiral Andrea Doria.  La dynastie, entrée sous la protection de la maison de Savoie, depuis 1652 eut le titre de Marquis de Dolceacqua.
- La Terra et le Borgo - Au milieu du XVe siècle, le développement de l'agglomération, qui avait fait du parcours de via Castello l'axe routier principal du village, amenait à la création du nouveau quartier du Borgo au-delà du torrent Nervia. Les deux noyaux furent reliés par un élégant pont en dos-d'âne à un seul arc de 33 mètres de portée. Ce pont, que Claude Monet peignit en 1884, en le définissant "un bijou de légèreté", avec l'ensemble des maisons de la Terra et le château des Doria au-dessus, représente une des plus pittoresques et célèbres vues de l'arrière-pays de la Ligurie. Au pied de la Terra, l'église paroissiale de St.-Antoine le Grand, bâtie au XVe siècle, englobe une tour angulaire carrée, faisant partie des anciens remparts et devenue base du campanile. L'édifice sacré fut refait en style baroque, avec de riches décorations à l'intérieur, où se trouve le précieux et polyptyque de St. Dévote, œuvre de 1515 de Ludovico Brea, chef d'école du courant pictural ligurien-niçois. À l'entrée du village, à côté du cimetière, l'église de St.-Georges, bâtie au XIe siècle en style roman (comme on peut le reconnaître par la façade et la partie inférieure du clocher), fut transformée dans les périodes gothique et baroque. La crypte, devenue sépulture de la famille des Marquis, accueille encore aujourd'hui les tombeaux de Stefano Doria (1580) et de Giulio Doria (1608), représentés sur les dalles de couverture dans les armures de l'époque.  Le plafond en bois conserve de rares poutrages peints du XVe siècle. Les ruines du couvent des pères Augustins, au Sud du village, dans une situation panoramique, rappellent que ce centre religieux au XVIe siècle dépendait de l'abbaye piémontaise de la Novalaise, près de Suse, première étape d'un parcours historique qui reliait les côtes de la Mer Ligurienne aux cols des Alpes. Le sanctuaire de Notre-Dame des Sept Douleurs à l'Est du village, dans la région des Morghe, est un bâtiment de 1890, étape chaque année d'un pieux pèlerinage, occasion de rencontres conviviales qui se poursuivent pendant quelques jours, selon une tradition locale affermie. De nombreuses chapelles champêtres parsèment les collines tout autour, recouvertes de vignobles et oliveraies séculaires. Parmi d’autres, la chapelle de St.-Bernard conserve des fresques du XVe siècle du peintre Emanuele Maccari de Pigna. La chapelle de St.-Martin, près de la confluence du torrent Barbaira avec la Nervia, se distingue pour la couverture inusitée en dôme. Parmi les chapelles les plus anciennes on rappellera celles de St.-Roch et de St.-Christophe.

## Administration
| Période                                  | Période  | Identité       | Étiquette | Qualité |
| ---------------------------------------- | -------- | -------------- | --------- | ------- |
| 14 juin 2004                             | 2009     | Gianni Rebaudo |           | Maire   |
| 2009                                     | 2014     | Fulvio Gazzola |           | Maire   |
| 2014                                     | En cours | Fulvio Gazzola |           | Maire   |
| Les données manquantes sont à compléter. |          |                |           |         |

### Communes limitrophes
Airole, Apricale, Camporosso, Isolabona, Perinaldo, Rocchetta Nervina, San Biagio della Cima, Vintimille

### Évolution démographique
Habitants recensés

### Jumelages
- Monaco (depuis 2023)[2]